# 양바오전
양바오전(중국어 정체자: 楊寶楨, 병음: Yáng Bâozhēn, 영어: Christina Yang, 1989년 12월 17일 ~ )은 중화민국의 정치인이다. 국립 정치 대학 기업관리 학과, 유럽어학과 학사.

## 학력
- 타이베이시립 쑹산고등학교
- 국립 정치 대학 기업관리 학과, 유럽어학과 학사

## 같이 보기
- 대만민중당